# Campylomyza paenebicolor
Campylomyza paenebicolor är en tvåvingeart som beskrevs av Jaschhof 2009. Campylomyza paenebicolor ingår i släktet Campylomyza, och familjen gallmyggor. Arten är reproducerande i Sverige.